# Réservoir Decelles
Das Réservoir Decelles ist ein Stausee am Oberlauf des Ottawa River in der Region Abitibi-Témiscamingue der kanadischen Provinz Québec.
Die Fläche beträgt mehr als 200 km².
Der zugehörige Damm Barrage de Rapide-7 bei (47° 46′ 4″ N, 78° 18′ 36″ W) wurde 1941 am Ottawa River errichtet.
Der Name bezieht sich auf die Stelle der siebten Stromschnelle am Ottawa River, zwischen der Mündung des Rivière Kinojévis und dem Grand lac Victoria.
Das Speicherkraftwerk Centrale de Rapide-7 bei (47° 46′ 8″ N, 78° 18′ 46″ W) besitzt 4 Turbinen mit insgesamt 67 MW Leistung. Das hydraulische Potential beträgt 20,73 m.